# Masayoshi Nagata
Masayoshi Nagata (japonés: 永田 雅宜Nagata Masayoshi; 9 de febrero de 1927 – 27 de agosto de 2008) fue un matemático japonés, conocido por su trabajo en el campo del álgebra conmutativa.

## Trabajo
El teorema de compactación de Nagata muestra que las variedades algebraicas pueden incluirse en variedades completas. El teorema de Chevalley-Iwahori-Nagata describe el cociente de una variedad por un grupo.
En 1959 introdujo un contraejemplo al caso general del decimocuarto problema de Hilbert sobre la teoría invariante. Su libro de 1962 sobre anillos locales contiene varios otros contraejemplos que encontró, como un anillo noetheriano conmutativo que no es catenaria y un anillo noetheriano conmutativo de dimensión infinita.
La conjetura de Nagata sobre las curvas se refiere al grado mínimo de una curva plana especificada para haber dado multiplicidades en puntos dados; ver también constante de Seshadri. La conjetura de Nagata sobre los automorfismos se refiere a la existencia de automorfismos salvajes de álgebras polinomiales en tres variables. Un trabajo reciente ha resuelto este último problema afirmativamente. 

## Trabajos seleccionados
- Nagata, Masayoshi (1960), «On the fourteenth problem of Hilbert», Proc. Internat. Congress Math. 1958, Cambridge University Press, pp. 459-462, archivado desde el original|urlarchivo= requiere |url= (ayuda) el 17 de julio de 2011, consultado el 14 de abril de 2024.
- Nagata, Masayoshi (1965), Lectures on the fourteenth problem of Hilbert, Tata Institute of Fundamental Research Lectures on Mathematics 31, Bombay: Tata Institute of Fundamental Research.
- Nagata, Masayoshi (1962), Local rings, Interscience Tracts in Pure and Applied Mathematics 13, New York-London: Interscience Publishers a division of John Wiley & Sons, ISBN 0-88275-228-6.